# 綠花安蘭
綠花安蘭（学名：Ania penangiana）为蘭科安蘭屬下的一个种。

## 扩展阅读
- 维基共享资源上的相關多媒體資源：綠花安蘭